# لیزبون (نیوهمپشایر)
لیزبون (به انگلیسی: Lisbon) شهری در ایالت نیوهمپشایر کشور ایالات متحده آمریکا است که جمعیت آن در سرشماری سال ۲۰۱۰ میلادی، ۹۸۰ نفر بوده‌است.